# Kalamazoo County
Kalamazoo County är ett administrativt område i delstaten Michigan, USA, med 250 331 invånare. Den administrativa huvudorten (county seat) är Kalamazoo.

## Geografi
Enligt United States Census Bureau har countyt en total area på 1 502 km². 1 456 km² av den arean är land och 47 km² är vatten.

### Angränsande countyn
- Barry County - nordost
- Allegan County - nordväst
- Calhoun County - öst
- Van Buren County - väst
- Branch County - sydost
- St. Joseph County - syd
- Cass County - sydväst

### Orter
- Augusta
- Climax
- Comstock Northwest
- Eastwood
- Galesburg
- Kalamazoo (huvudort)
- Parchment
- Portage
- Richland
- Schoolcraft
- South Gull Lake
- Vicksburg
- Westwood